# Rathnayake Warakagoda
Rathnayake Nawarathna Warakagoda (ur. 13 października 1986) – lankijski piłkarz występujący na pozycji obrońcy, 16-krotny reprezentant Sri Lanki, grający w reprezentacji od 2009 roku.

## Kariera klubowa
Warakagoda karierę klubową rozpoczął w 2008 roku w rodzimym klubie Army SC Colombo, w którym grał jeden sezon. Następnie przeniósł się do klubu Renown SC Colombo, by po roku gry wrócić w szeregi klubu Army SC Colombo (7 lipca 2012).

## Kariera reprezentacyjna
Rathnayake Warakagoda gra w reprezentacji od 2009 roku; rozegrał w reprezentacji 16 oficjalnych spotkań, w których nie strzelił ani jednego gola.